# 路西法主義

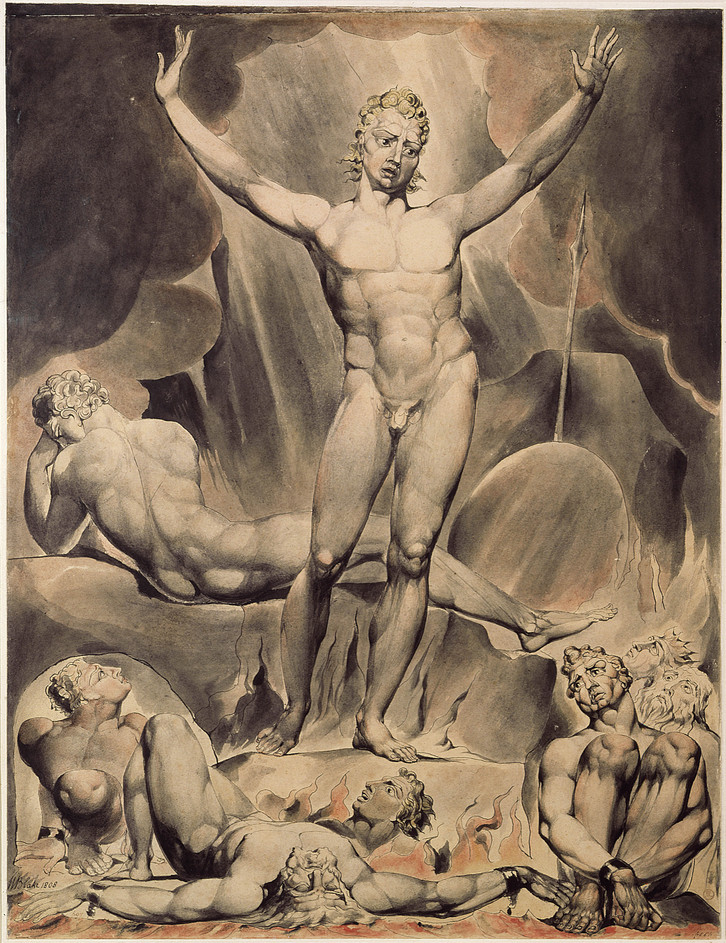
约翰·弥尔顿的《失樂園》中，由威廉·布萊克畫的路西法

路西法主義（英語：Luciferianism）是一種崇尚路西法特質及特徵的信仰體系。傳統觀念上受諾斯底主義影響，通常不將路西法看成惡魔的象徵，而是視為解放者、守護者或是種指引精神，甚至是能和耶和華相對的真神。這些信仰路西法主義的人通常自稱為「路西法人」。

## 詞源
路西法一詞出現於欽定版聖經的以賽亞書中希伯來語單詞“הֵילֵל”，發音為“hêlêl”或“heylel”，在希伯來聖經中曾經提及過一次，而根據詹姆士國王版的史特朗經文彙編中的說法，此詞則有“閃亮的光之承載者”的意思。
路西法一詞取自於拉丁文的武加大譯本，譯本將“הֵילֵל”翻譯為“Lucifer”，意思為“晨星、金星”，「光之使者」。然而，根據基督教和猶太教的解釋，在以賽亞書第14章中，征服耶路撒冷的巴比倫國王尼布甲尼撒二世在先知以賽亞的預言中被定罪，並被稱為“晨星”（金星）。在這一章中，希伯來文說“הֵילֵל בֶּן-שָׁחַר”（Helel ben Shachar，“光明之子，黎明之子”）。“Helel ben Shahar”可能指的是晨星，但以賽亞書14章中的文字沒有表明赫勒是一顆恆星或行星。
以賽亞書中的拉丁文譯本中所包含的「路西法」這個詞，究竟具體何時開始指代撒旦，並不能確定。最早是由中世紀的教父，如耶柔米，將路西法指為魔鬼墜落前的名字。根據某些基督教會的觀點，路西法在未墮落前是位天使，他由於過度驕傲而意圖與神同等而被放逐，後來的基督教傳統開始使用拉丁語中的“晨星”路西法作為魔鬼的專有名稱。路西法在教會和通俗文學中成為撒旦或魔鬼的代名詞，如但丁·阿利吉耶里的《地獄》、約斯特·範·登·馮德爾的《路西法》和約翰·米爾頓的《失樂園》。

## 信仰
儘管與撒旦主義有些相似及關連，但路西法主義是種以基督教對墮落天使路西法的闡釋為基礎的哲學，以及路西法主義的不同之處在於，它不單單只是純粹的敬畏與尊敬撒旦或魔鬼，而是崇拜路西法廣泛的形象，代表著希臘及埃及人等古代文化對「晨星」所實質性的解讀出各種各樣的解釋。在此種情境下，路西法被解讀為啟蒙 、獨立及人類進步的正面象徵。而此種形象也通常和古代其他信仰中的相似人物互相共享，例如希臘的泰坦普羅米修斯或是猶太的塔木德人物莉莉斯。
路西法人普遍支持保護自然或是地球，支持藝術的創新保存和科學的進步，這些都對人類的發展至關重要，因此兩者都極為受到重視。路西法人不相信有來世，所以他們認為人類應專注於自身的一生中，該如何充分的利用每一天，不浪費任何時間。路西法人還認為人類應該要有自己能夠分辨善惡的能力，而不是依靠著神來幫你制定規範。並且接受所有自由行動所產生的正面與負面的後果。而積極地影響周圍的環境則是一個非常重要的關鍵因素。路西法主義哲學近年來是在一種共同的基礎上所定義的，被稱為“11種路西法的力量觀點”。

## 使用
1231年，路西法人的標籤首次用於由一位名叫盧卡蒂斯的婦女領導的宗教團體，據說她私下里哀嘆路西法（撒旦）的墮落，渴望他恢復天上的統治。該教派被馬爾堡的康拉德和教皇宗教裁判所揭露。1234年，教皇格里高利九世在拉瑪發布詔書呼籲對斯丁格進行十字軍東征，他們被指控為路西法主義。詔書包含的對假定的儀式和信仰的詳細描述在接下來的幾個世紀中被復述並偶爾擴展，但“現代史學同意它們完全虛構的性質”。
在14世紀，“路西法教”一詞被用於似乎是瓦爾登教派的人，他們於1315年在施魏德尼茨和1336年在安格明德以路西法教的名義受到迫害。在1392年至1394年，當來自勃蘭登堡和波美拉尼亞的大約400名路西法人被帶到審判官彼得·茨維克面前時，他洗脫了他們的惡魔崇拜罪名並正確地將他們識別為瓦爾登派教徒。與此同時，皮埃蒙特的審判官安東尼奧·迪·塞蒂莫認為當地的瓦爾登斯教徒是路西法教徒。
法國作家、反共濟會者列奧·塔西爾（Léo Taxil）聲稱共濟會與崇拜路西法有關，他聲稱領導共濟會成員 Albert Pike 曾向“世界上23個最高聯邦委員會”發表講話，告訴他們路西法是上帝，並且反對邪神阿多奈。共濟會的支持者爭辯說，當阿爾伯特派克和其他共濟會學者談到“路西法之路”或“路西法的能量”時，他們指的是晨星，光的承載者，尋找光；黑暗的、撒旦的邪惡的對立面。塔西爾還宣傳了戴安娜·沃恩（Diana Vaughan）的一本書，但實際上是他自己寫的，正如他後來公開承認的那樣。反共濟會團體繼續引用塔西爾的作品和講話。

## 流行文化
《Lucifer the Lightbearer》是在19世紀末和20世紀初摩西·哈曼在美國出版的個人主義無政府主義期刊，哈曼說這個名字表達了報紙的使命。路西法，古代世界人民給晨星起的名字，作為出版物的象徵，代表著迎來新的一天。他宣稱自由思想家試圖救贖和榮耀路西法這個名字，而神學家則詛咒他是墮落天使的王子。哈曼建議路西法擔任教育家的角色。“聖經中的神注定要滅亡，”哈曼寫道，“人類永遠無知，如果路西法沒有告訴他們如何變得像眾神一樣聰明，人們永遠不會知道善惡。”
在安東·拉維（Anton LaVey）的《撒旦聖經》中，路西法是地獄的四大王儲之一，尤其是東方的“空中之王”，被描述為光明、晨星、理智主義和啟示。作家邁克爾·W·福特（Michael W. Ford）曾將路西法描述為對手的“面具”，是思想和潛意識的動力和啟發力量。
一些路西法人相信路西法是一位真正的神，2014年，他們在德克薩斯州休斯頓建立了一個全球性組織，稱為大路西法教會（GCoL），2015 年，GCoL 在德克薩斯州斯普林老城開設了一個教區，擁有數十名成員。一百多名當地居民，主要是天主教徒，抗議教堂的開放。